# Liu Feifang
Liu Feifang (xinès simplificat: 刘飞芳, pinyin: Liú Fēifāng; Yuanping, 1981) és un fotògraf, guionista i director de cinema xinès.

## Biografia
Li Feifang, de nom real Liu Guanming (刘关明), va néixer l'any 1981 a Yuanping, província de Shanxi (Xina). Es va graduar al Departament de Fotografia de la Meishi Film School de la Universitat de Chongqing. Durant tres anys va treballar com a fotògraf en una empresa de publicitat.
Com a fotògraf, va participar en diverses pel·lícules i sèries de televisió abans de decidir fer les seves pròpies pel·lícules.
El 2008 i el 2010, va dirigir per primera vegada dos curtmetratges, "Pink Flowers" (粉色小花) i "Big Names" (大人物).
El 2019 va acabar el seu primer llargmetratge documental en el qual va treballar durant quatre anys: 春去东来 (Spring and Winter Comes) però presentat com (The Fading Village), que era el títol original (失落的山村).
La pel·lícula es situa en un poble al nord-oest de Shanxi, Heishuigetuo (黑水圪妥村), a una altitud de 2.300 metres, on només queden 15 habitants. És un cas extrem de l'èxode rural que deixa despoblat el camp xinès, sobretot a les regions muntanyoses i aïllades on la vida és difícil. De fet es el poble on va néixer Liu Feifang, que com el protagonista, és dels que van marxar, per anar a la universitat, i feia més de deu anys que no tornava perquè el seu pare va morir l'any 2003, i la seva mare es va anar a viure a la ciutat, amb la seva germana.
La pel·lícula està rodada en el dialecte de Shanxi se centra en Hou Junli, un home jove de 35 anys que s'ha quedat al poble i segueix criant el seu ramat d'ovelles amb la seva mare i el seu pare mentre la seva dona i el seu fill se'n van a viure a la ciutat on poden comprar un pis amb els estalvis familiars. Igual que a altres llocs del país, els membres de la generació més jove que viuen a la província de Shanxi, al nord de la Xina, han d'abandonar les seves llars perquè el treball tradicional ja no els pot proporcionar un salari sostenible. Les cases en ruïnes continuen resistint la neu i la pluja, però quant de temps pot sobreviure el poble si s'han trencat tots els vincles familiars. Aquest documental presenta una mirada atractiva i completa de la vida de persones humils que estimen el seu lloc de naixement malgrat les seves dures realitats.
Es va presentar com a estrena mundial al 57è Festival de Karlovy Vary de l'any 2019, on va competir a la secció DokuFest.
Va obtenir diversos guardons com el premi a la millor pel·lícula del Festival Nacional de Cinema de Belgrad de l'any 2019, i el "Ecran d'Or" al Festival "Ecrans de Chine 2021". També va ser ser seleccionada per al 35è Festival Internacional de Cinema de Haifa a Israel i el 33è Festival Internacional de Cinema de Leeds al Regne Unit.